# Belogorsk (Amur)
|  | No s'ha de confondre amb Bilohirsk. |

Belogorsk (en rus Белогорск) és una ciutat de la província d'Amur, a Rússia, sobre el riu Tom, a 108 km al nord-est de Blagovésxensk.
| 1939   | 1959   | 1970   | 1979   | 1989   | 1996   | 2002   | 2008   | 2011   |
| ------ | ------ | ------ | ------ | ------ | ------ | ------ | ------ | ------ |
| 34 000 | 48 600 | 56 900 | 63 300 | 73 400 | 75 800 | 74 500 | 67 767 | 68 000 |